# Devario assamensis
Devario assamensis är en fiskart som först beskrevs av Barman, 1984.  Devario assamensis ingår i släktet Devario och familjen karpfiskar. IUCN kategoriserar arten globalt som sårbar. Inga underarter finns listade i Catalogue of Life.